# Тибетская армия
Тибетская армия (тиб. དམག་དཔུང་བོད་, Вайли:  dmag dpung bod) — вооружённые силы Тибета во время его фактической независимости с 1912 года до 1950-х годов. Cухопутная армия, модернизированная с помощью Великобритании, де-факто являлась вооружёнными силами тибетского правительства.

## Цели

### Внутренние

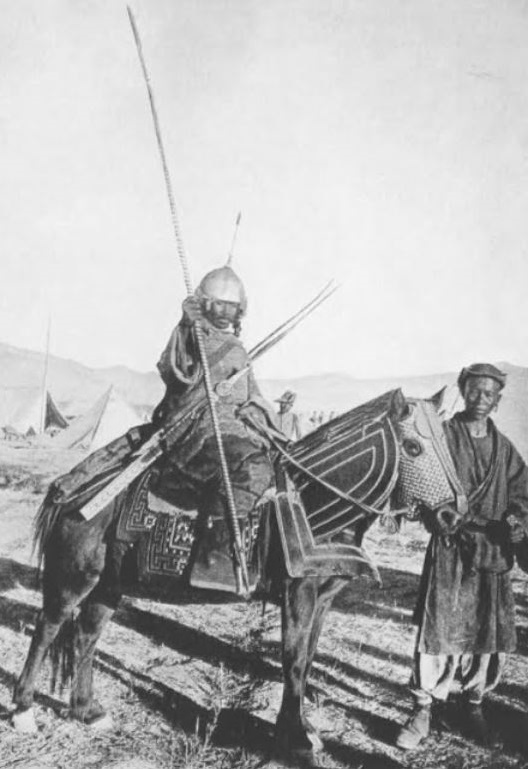
До реформ XIII Далай-ламы тибетская армия всё ещё была устаревшей. Этот всадник в доспехах, сфотографированный в 1903/04 году, вооружён копьем, мечом и мушкетом с фитильным замком.

Тибетская армия была создана в 1913 году XIII Далай-ламой, который бежал из Тибета во время британской экспедиции 1904 года в Тибет и вернулся только после падения цинской власти в Тибете в 1911 году. Во время революционных беспорядков Далай-лама попытался собрать армию добровольцев, чтобы изгнать всех этнических китайцев из Лхасы, но это не удалось, в значительной степени из-за противодействия прокитайских монахов, особенно из монастыря Дрепунг. После этого Далай-лама приступил к созданию профессиональной армии во главе со своим доверенным советником Царонгом, чтобы противостоять внутренним, а также внешним угрозам.
Внутренние угрозы исходили главным образом от лидеров тибетско-буддистской секты гелуг, которые опасались британского христианского и светского влияния в армии и боролись с сокращением финансирования и обложением монастырей налогами для покрытия военных расходов. В монастыри по население могли соперничать с крупнейшими городами Тибета, и обладали собственными армиями «доб-добов» («монахов-воинов»). В результате те монахи, которые опасались модернизации (связанной с Британией), обратились к Китаю, который, будучи резиденцией IX Панчен-ламы, изображал из себя союзника тибетских консерваторов. Жители покинули город во время молитвенного фестиваля Монлам и Праздника масляных лампад в 1921 году, опасаясь ожесточенного столкновения между монахами и тибетской армией, которой в конечном итоге запретили вход в Лхасу для поддержания мира.
Против создания армии выступил и IX Панчен-ламы, отклонив просьбы Далай-ламы о финансировании тибетской армии из монастырей в своих владениях. В 1923 году Далай-лама направил войска, чтобы схватить его, и тот тайно бежал в Монголию. Далай-лама и Панчен-лама обменялись множеством враждебных писем во время изгнания последнего, ведя заочный спор о власти центрального тибетского правительства. Многие монахи восприняли изгнание Панчена как следствие милитаризации и секуляризации Тибета со стороны Далай-ламы. Сам Далай-лама постепенно стал терять доверие к военным, после того как в 1924 году до него дошли слухи о заговоре в армии, который якобы был направлен на то, чтобы лишить его светской власти. В 1933 году XIII Далай-лама умер, и два регента заняли пост главы правительства. Тибетская армия была усилена в 1937 году из-за предполагаемой угрозы возвращения Панчен-ламы, который привёз из восточного Китая оружие своим сторонникам.

### Внешние

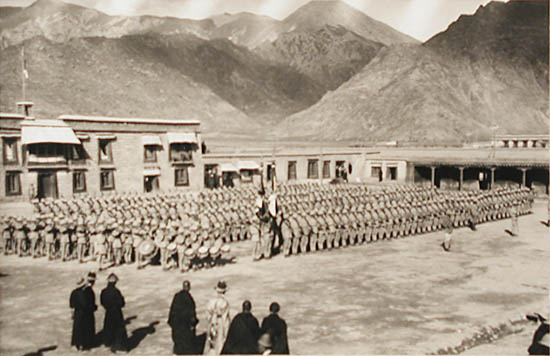
Фотография полка Драпчи тибетской армии, сделанная Фредериком Уильямсоном до 1935 года.

Ко времени китайской революции 1949 года китайские коммунисты укрепили свой контроль над большей частью восточного Китая и теперь стремились вернуть периферийные районы, такие как Тибет, обратно под контроль Пекина. Они понимали сложность войны в высокогорьях Тибета и стремился урегулировать политический статус Тибета путём переговоров. Тибетское правительство тем временем отложило переговоры, укрепляя свою армию.
В 1950 году Кашаг приступил к серии внутренних реформ под руководством чиновников, получивших образование в Индии. Одна из этих реформ позволила военачальникам Кашага Суркхангу Вангчену Гелеку и Нгапо Нгаванг Джигме действовать независимо от правительства. Хотя Кашаг назначил «губернатора Кама», тибетская армия не имела эффективного контроля над провинцией, местные военачальники которой долгое время сопротивлялись контролю из Лхасы. В результате тибетские официальные лица опасались местного населения, а также Народно-освободительной армии (НОАК) в верховьях реки Янцзы.

## Военная история

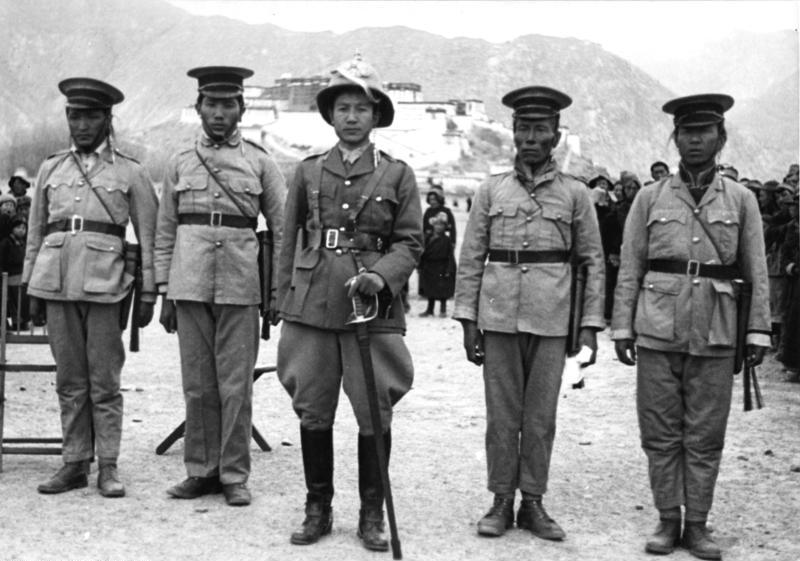
Новогодний военный парад 1938 года. Тибетские солдаты и офицеры возле Поталы в Лхасе.

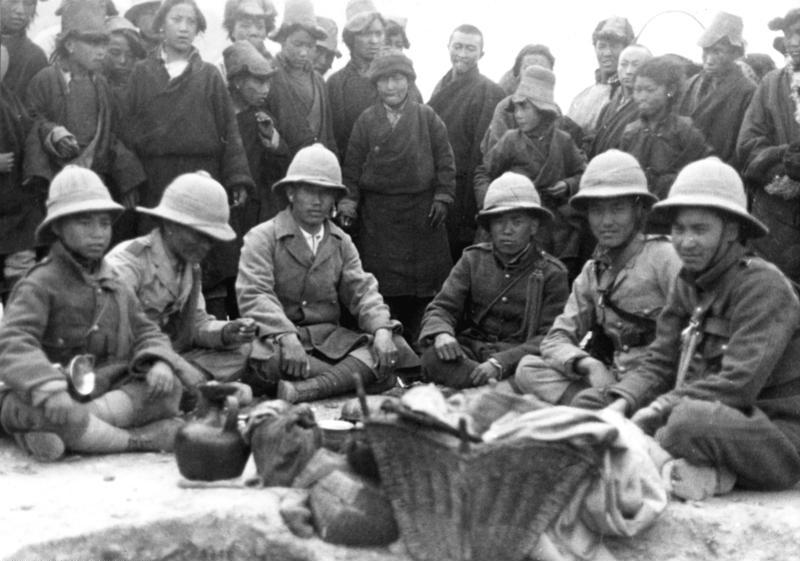
Новогодний военный парад 1938 года. Офицеры наслаждаются тибетским чаем с солёным маслом во время перерыва.

Создав армию тибетское правительство стало доминирующей силой в Тибете с 1910х годов из-за слабости Китая, вызванной как революцией, так и японской оккупации части восточного Китая. Подготовив с британской помощью армию тибетские власти стремились завоевать территории, населённые этническими тибетцами, но контролируемые китайскими военными правителями. В 1917 году Тибет смог отобрать у китайцев контроль над западным Камом. Однако претензии Лхасы на прилегающие территории, контролируемые Британской Индией, обострили жизненно важные для Тибета отношения с Великобританией, а позже с независимой Индией. Симлская конвенция 1914 года, заключённая с Великобританией, должна была урегулировать пограничные вопросы Тибета, но по разным причинам, включая отказ китайцев принять её, война за территорию в Каме продолжалась.
С 1918 года военная власть Тибета располагалась в Чамдо, после того как он пал перед тибетскими войсками; в это время Сычуаньская клика были заняты борьбой с Юньнаньской, что позволило тибетской армии победить сычуаньские силы и завоевать регион. Тибетская армия участвовала в многочисленных пограничных сражениях против сил Гоминьдана и клики Ма Китайской Республики. К 1932 году поражение тибетской армии от сил Гоминьдана ограничило значимый политический контроль тибетского правительства в провинции Кам верховьями реки Янцзы. В последующие годы тибетская армия продолжала наращивать свои силы и в 1936 году насчитывала около 5000 регулярных солдат, вооружённых винтовками «Ли-Энфилда». Эти войска поддерживало такое же количество ополченцев, вооружённых более старыми винтовками «Ли-Метфорда». В дополнение к этим войскам, которые в основном располагались вдоль восточной границы Тибета, был также гарнизон Лхасы, включавший в себя полк телохранителей Далай-Ламы из 600 солдат, которые были обучены британскими советниками, 400 жандармов и 600 камских регулярных солдат, которые должны были действовать как артиллеристы, хотя у них было только два действующих горных орудия. Кроме того, тибетская армия имела доступ к большому количеству местных деревенских ополченцев, часто вооружённых только средневековым оружием или мушкетами с фитильными замками, так что их военная ценность была незначительна. Тем не менее, они могли действовать против китайских ополченцев, нанятых военными правителями.
Первое столкновение тибетской армии с силами КНР произошло в мае 1950 года в Денго, в девяноста милях от Чамдо. 50 китайских солдат захватили Денго, что дало НОАК стратегический доступ к Гьегу. Через десять дней Лхалу Цеванг Дордже приказал отряду из 500 вооружённых монахов и 200 камским ополченцам отбить Денго. По словам историка Церинга Шакья, нападение НОАК могло быть направлено либо на оказание давления на Кашаг, либо на испытание тибетских сил обороны. После неоднократных отказов тибетцев вести переговоры НОАК продвинулась к Чамдо, где находилась большая часть тибетской армии. Способность армии реально противостоять НОАК была сильно ограничена её устаревшим оснащением, враждебностью камцев и поведением тибетского правительства. Сначала правительственные чиновники никак не отреагировали на сообщение о наступлении китайцев, а затем приказали командиру Чамдо Нгапо Нгаванг Джигме бежать. В этот момент окончательно деморализованная тибетская армия сдалась.

## Структура (1950)
| Наименование   | Род войск          | Количество | Местонахождение    | Вооружение |
| -------------- | ------------------ | ---------- | ------------------ | --- |
| 1st Dmag-Sgar  | Кавалерия          | 1000       | Лхаса и Норбулинка | 8 горных орудий, 4 тяжёлых пулемёта, 46 ручных пулемётов, 200 пистолет-пулемётов STEN, 600 британских винтовок, несколько пистолетов         |
| 2nd Dmag-Sgar  | Кавалерия и пехота | 1000       | Лхаса              | 8 горных орудий, 8 мортир, 12 пулемётов Льюиса, 4 пулемёта Максима, 40 ручных пулемётов, 40 пистолет-пулемётов STEN, 900 британских винтовок |
| 3rd Dmag-Sgar  | Кавалерия и пехота | 1000       | Сибда              | 14 пушек, 4 тяжёлых пулемета, 4 пулемёта Льюиса, 16 канадских пулемётов Bren, 32 пистолет-пулемёта STEN, 1000 винтовок                       |
| 4th Dmag-Sgar  | Кавалерия и пехота | 500        | Денгчен            | 1 тяжёлый пулемёт, 9 ручных пулемётов, 1 пулемёт Льюиса, 15 пистолет-пулемётов STEN, 500 винтовок                                            |
| 5th Dmag-Sgar  | Кавалерия и пехота | 500        | Нагчу              | 2 тяжёлых пулемета, 40 ручных пулемётов, 325 винтовок                                                                                        |
| 6th Dmag-Sgar  | Артиллерия         | 500        | Ривоче             | 6 пушек, 2 тяжёлых пулемета, 10 ручных пулемётов, 15 пистолет-пулемётов STEN, 400 винтовок                                                   |
| 7th Dmag-Sgar  | Кавалерия и пехота | 500        | Ривоче             | 4 горных орудий, 2 тяжёлых пулемёта, 40 ручных пулемётов, 400 британских винтовок                                                            |
| 8th Dmag-Sgar  | Кавалерия и пехота | 500        | Джагъяб            | 42 пулемёта, 500 винтовок |
| 9th Dmag-Sgar  | Кавалерия и пехота | 500        | Маркам             | 42 пулемёта, 15 SMGs, 500 винтовок |
| 10th Dmag-Sgar | Кавалерия и пехота | 500        | Джагда             | 42 пулемёта, 500 винтовок |
| 11th Dmag-Sgar | Безопасность       | 500        | Лхаса              | |
| 13th Dmag-Sgar | Кавалерия и пехота | 1500       | Лхари и Лхаса      | |
| 14th Dmag-Sgar | Кавалерия и пехота | 500        | Лхаса              | |
| 15th Dmag-Sgar | Кавалерия и пехота | 500        | Сог-Сянь           | |
| 16th Dmag-Sgar | Кавалерия и пехота | 500        | Шигадзе            | |
| 17th Dmag-Sgar | Кавалерия и пехота | 500        | Сог-Сянь           | |

- Dmag-sgar (кит. трад. 玛噶) эквивалентен полку, а mda'-dpon (кит. трад. 代本) означает командира воинской части.
- Na (ན), 12-я буква тибетского алфавита, означает «болезнь», поэтому число было опущено.
- Dmag-sgar с 11-го по 17-й формировались с 1932 по 1949 год и были оснащены устаревшим вооружением, в том числе мечами, копьями, пистолетами, российскими винтовками, несколькими автоматами и винтовками[18][19].

## Вооружение

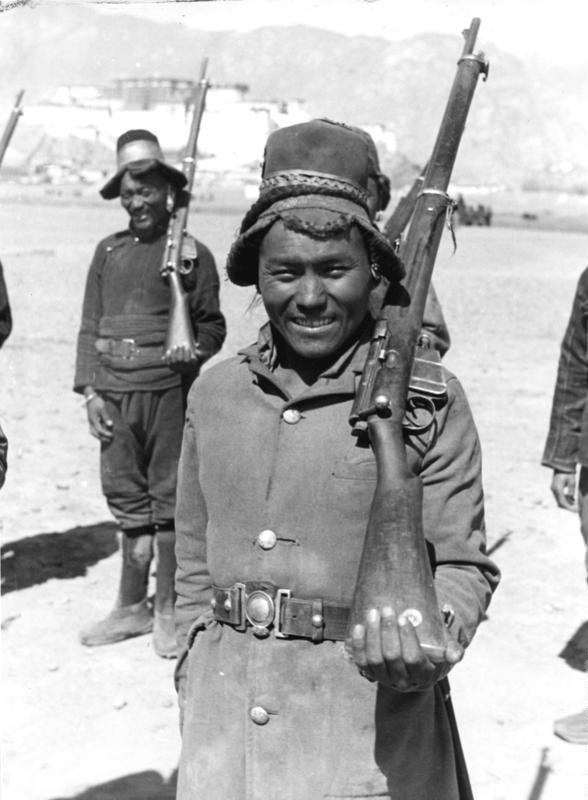
Тибетский солдат с винтовкой Ли-Метфорда в 1938 году.

В 1950 году правительство Тибета истратило 400 000 рупий из казны Потала, закупив оружие и боеприпасы у британского правительства, а также оплатив услуги индийских военных инструкторов. За дополнительные 100 000 рупий Кашаг приобрёл 38 2-дюймовых миномётов; 63 3-дюймовых миномёта Ordnance ML; 14 000 2-дюймовых и 14 000 3-дюймовых миномётных бомб; 1260 винтовок; 294 ручных пулемёта Bren; 168 орудий пистолет-пулемётов STEN; 1,5 млн патронов калибра .303 и 100 000 патронов к STEN. В Индии Кашаг также закупил 3,5 млн патронов.
Однако британцы не хотели чрезмерно усиливать тибетскую армию из-за притязаний Тибета на территорию Британской Индии. Индийцев также раздражали большие непогашенные долги Тибета за купленное оружие, и они не решались выполнять дополнительные тибетские запросы на оружие, пока не были оплачены предыдущие поставки.
Что касается инфраструктуры, Лхаса установила базовые станции беспроводной связи в приграничных районах, таких как Чангтан и Чамдо. В 1937 году у тибетской армии было 20 отрядов вдоль восточной границы, насчитывающих 10 000 солдат с 5 000 винтовок «Ли-Энфилд» и шестью пулемётами Льюиса. Меньшие батальоны были размещены в Лхасе, а также в окрестностях Непала и Ладакха. К 1949 году только в Чамдо было размещено 2500 солдат тибетской армии, и набор туда увеличился за счёт найма из камских ополченцев.

## Советники
В 1914 году Чарльз Альфред Белл, англо-индийский тибетолог и британский советником по политическим вопросам, командированный в Тибет, рекомендовал милитаризировать Тибет и набрать 15 000 солдат для защиты от «внешних врагов и внутренних беспорядков». В конце концов тибетцы решили создать армию численностью 20 000 человек, набирая 500 новобранцев в год. Белл сообщил тибетскому правительству, что Китай управлял Тибетом на неблагоприятных для тибетцев условиях и пытался распространить свое влияние на гималайские государства (Сикким, Бутан, Ладакх), угрожая Британской Индии. Кроме того, Британия хотела создать на Тибете «барьер против большевистского влияния». Исходя из этого, Белл предложил британскому правительству позволить Тибет импортировать боеприпасы из Индии; предоставить Тибету военное оборудование и организовать обучение солдат и офицеров; использовать британских горняков для инспектирования Тибета; и открыть английскую школу в Гьянгдзе. К октябрю 1921 году все предложения были приняты.
В правительстве Тибета работало много иностранцев, в том числе британцы Реджинальд Фокс, Роберт У. Форд, Джеффри Булл и Джордж Паттерсон; австрийцы Петер Ауфшнайтер и Генрих Харрер; русский Дмитрий Недбайлов. Армия, в частности, находилась под японским, китайским и британским влиянием, хотя британское влияние было настолько сильным, что тибетские офицеры отдавали свои команды на английском языке, а тибетский оркестр играл британские мелодии, в том числе «Боже, храни короля» и «Старое доброе время».
С момента падения династии Цин, которая контролировала Тибет, до китайской революции 1949 года в Лхасе оставалась китайская миссия. Миссия неоднократно пыталась восстановить должность цинского амбаня, препятствовала возведению на престол XIII Далай-ламы и предъявляла тибетскому аристократическому правительству (Кашагу) список требований по восстановлению суверенитета Китая. По совету британского консула Хью Ричардсона 8 июля 1949 года Кашаг вызвал войска из Шигадзе и Тингри, чтобы изгнать всех ханьцев из Лхасы. Изгнание вызвало обвинения со стороны Китая в заговоре с целью превратить Тибет в британскую колонию и последующее обещание «освободить» его.

## После 1951 года
После битвы при Чамдо и аннексии Тибета Китайской Народной Республикой тибетская армия ещё существовала некоторое время. К 1958 году тибетская армия состояла из пяти полков (dmag-sgars): 1-й, 2-й, 3-й, 4-й и 6-й. 5-й полк был распущен в 1957 году из-за финансового кризиса тибетской администрации. 9-й, сражавшийся в битве при Чамдо, был включён в состав Народно-освободительной армии Китая (НОАК) как 9-й пехотный полк (第9代本步兵团) Тибетского военного округа.
Все полки, кроме 3-го, приняли участие в тибетском восстании 1959 года. После его поражение все подразделения тибетской армии были расформированы, что ознаменовало конец тибетской армии.
9-й пехотный полк оставался в составе НОАК до апреля 1970 года, когда был официально расформирован. Полк принимал участие в подавлении тибетского восстания 1959 года и в китайско-индийской войне 1962 года.